# Overslag (transport)

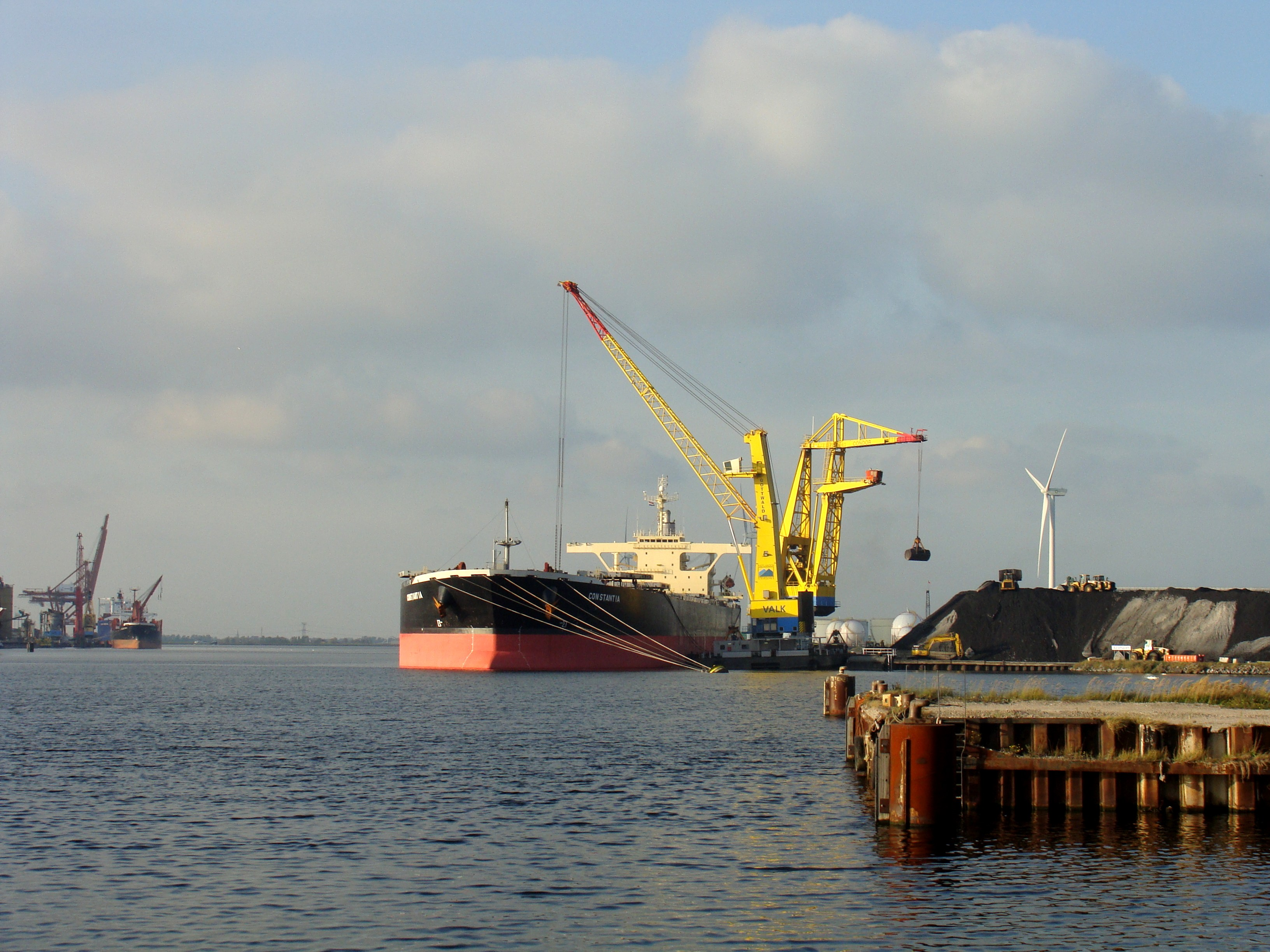
Overslag van steenkool in het Westelijk Havengebied van Amsterdam.

Overslag in de transportwereld houdt in dat goederen of producten van de ene naar de andere vervoersmodaliteit worden overgebracht of overgezet. Dit gebeurt op een 'overslagterrein' of 'terminal'. Goederen kunnen zijn verpakt in kisten, dozen en balen, en vaak samen gebracht op pallets en/of containers. Goederen kunnen ook los gestort worden, dan wordt het bulkgoed genoemd.
Overslag van goederen vindt vaak vele malen plaats in de transportketen tussen verzender en ontvanger.

## Overslagtechniek
Overslag van goederen vindt plaats met onder andere hijskraanen, vorkheftrucks en, voor bulkgoed, lopende banden. De techniek van de overslag bepaalt de kwaliteit en de snelheid van het overslaan, en ook de kosten van de overslag. Dit is van invloed op de transportkosten en daarmee ook een onderdeel van de uiteindelijke kostprijs van het getransporteerde product.

## Voorbeelden
Voorbeelden van overslag zijn verplaatsing van goederen (alles ook omgekeerd):
- van een schip naar de kade
- van een groter schip naar een kleiner schip
- van het schip naar een trein
- van een trein naar een vrachtauto
- van een auto naar een magazijn
- vanuit een magazijn naar een vliegtuig

### Voorbeeld van een transport- en overslagketen
Als voorbeeld kunnen fototoestellen uit een Japanse fabriek worden genomen. Een globale beschrijving van de gehele keten:
- De fototoestellen worden verzameld in dozen
- de dozen worden gestapeld op pallets
- meerdere pallets worden geplaatst in een container
- de container wordt overgezet op een vrachtauto en gebracht naar de zeehaven
- gevolgd door transport over de oceanen, lossen van het schip in Rotterdam
- overslag van de container naar een binnenschip
- binnenlands transport naar een groot distributiemagazijn
- legen van de container met behulp van vorkheftrucks en plaatsen van de pallets in het magazijn
- van daaruit de distributie van de pallets en dozen in bestelauto's naar de winkels
- uitpakken van de dozen en uitstallen van de fototoestellen
- verkoop aan een consument die ten slotte het toestel in zijn fietstas meeneemt naar huis.

Een dergelijke logistieke keten van transport, overslag en tussentijdse opslag van goederen vertegenwoordigt een complex van activiteiten die in tijd en plaats precies op elkaar moeten zijn afgestemd, wat tegenwoordig alleen nog maar goed lukt met behulp van computers.